# 一世好命
《一世好命》，是1991年製作的一部香港恐怖鬼片，由梁家樹執導，劉鎮偉監製，盧冠廷、吳君如、黃一山、尹麗玉主演，本片沒有在香港正式上映。

## 劇情
本片講述羅友（盧冠廷 飾）與其妻子（吳君如 飾）嗜賭如命，希望靠賭博發財，奈何運氣不濟，生活拮据。見賭友蛇仔明（許紹雄 飾）借茅山術中的“吸材氣”之法轉運，欲見樣學樣卻不得其法。後得喃嘸七(袁祥仁 飾)教授的養鬼之法，與舞女之鬼魂梁小燕（尹麗玉 飾）達成協議，從此逢賭必勝，但所贏之金錢必須於當日花光，否則女鬼會取其中一人性命。及後羅友不慎未花光所贏之金錢，夫妻深知闖下大禍，邀喃嘸七驅鬼，但七哥不敵，幸危急間得和尚(陳龍 飾)相救。於是和尚(陳龍 飾)設下妙計令女鬼悔約，最终把女鬼王消滅。

## 演員表
| 演員   | 角色                                             |
| 盧冠廷 | 羅友                                             |
| 吳君如 | 羅友妻                                           |
| 黃一山 | 明仔                                             |
| 尹麗玉 | 梁小燕(粵語配音：吳小藝) 女鬼 生前四屆麻雀王冠軍 |
| 許紹雄 | 蛇仔明                                           |
| 陳龍   | 和尚(粵語配音：賈鳳梧)                           |
| 袁祥仁 | 喃嘸七(粵語配音：盧雄)                           |
| 葉榮祖 | 夜總會經理                                       |
| 鄭少萍 | 羅友之表妹                                       |
| 鄭孟霞 | 羅友之四姨婆                                     |
| 李中寧 | 警察                                             |
| 梁葆貞 |                                                  |
| 余慕蓮 | 舞廳陪酒女                                       |
| 王清河 | 發記士多店主                                     |
| 陳月茹 |                                                  |
| 黃一飛 | 小偷                                             |
| 許思敏 |                                                  |
| 李華幹 | 古董店老闆                                       |
| 梁家樹 | 賭客                                             |
| 郭彼得 |                                                  |
| 計祥龍 | 大檔二牛                                         |
| 何錦滿 | 羅友表妹之丈夫                                   |
| 陳永標 | 巨人標                                           |
| 張英華 |                                                  |
| 何添   |                                                  |

## 電影歌曲

### 主題曲
| 歌名                          | 演唱者        | 作曲   | 填詞   |
| 〈拎冧六〉 改篇自〈賭仔自嘆〉 | 盧冠廷 吳君如 | 胡文森 | 黎彼得 |

## 外部連結
- 香港影庫上《一世好命》的資料（繁體中文）
- 互联网电影数据库（IMDb）上《一世好命》的资料（英文）